# Evippa praelongipes
Evippa praelongipes är en spindelart som först beskrevs av O. Pickard-Cambridge 1870.  Evippa praelongipes ingår i släktet Evippa och familjen vargspindlar. Inga underarter finns listade i Catalogue of Life.